# Мингечевир
Мингечевир (также Мингечаур; азерб. Mingəçevir) — четвёртый по численности населения город Азербайджана. Расположен на обоих берегах Куры, в 17 км к северо-западу от железнодорожной магистрали Баку — Гянджа — Тбилиси, с ответвлением от станции Мингечевир до станции Мингечевир-город. Расстояние от Мингечевира до Баку — 288 км.

## Этимология
Название города связывают с именем военачальника и администратора Арабского халифата Мингичовра аль-Фергани, жившего в IX веке.

## История

### Ранний период и средневековье
Ещё в III тысячелетии до н. э. на месте современного города существовало поселение. В районе города, y подножия горного хребта Боздаг, по обоим берегам Куры расположен крупнейший в Закавказье археологический комплекс, состоящий из четырёх поселений и трёх больших могильников, датируемых от III тысячелетия до н. э. до XVII века н. э. Самые ранние обнаруженные здесь памятники, куда входят и погребения III тысячелетия до н. э., относятся к культуре Куро-Аракского энеолита. Другая группа памятников относится к ходжалы-кедабекской культуре (конец II — начало I тысячелетия до н. э.). Значительное количество погребальных комплексов относится к эпохе раннего железа (VIII—II вв. до н. э.).
Два поселения III—XIII вв. и одно поселение XIV—XVII вв. относятся к группе средневековых памятников, найденных на территории города. Они включают албанские христианские храмы V—VIII вв., христианские и мусульманские погребения и иные объекты. К их числу относится обнаруженная в Мингечевире каменная база для креста и фрагменты керамических подсвечников с албанскими надписями.
Турецкий путешественник XVII века Эвлия Челеби в своих воспоминаниях пишет о селе Мингечаур как о большом населённом пункте с мечетями, банями и шёлкоткацкими мастерскими.

### Период Азербайджанской ССР
В 1945 году в ходе строительства гидроузла «Мингечаургэс» на реке Кура создано поселение городского типа Мингечаургэс.  
11 ноября 1948 года в связи с ростом населения, строительством Мингечевирского водохранилища и Мингечевирской ГЭС, а также развитием инфраструктуры поселение получило статус города, и было переименовано в Мингечаур. 
4 февраля 1954 года Мингечаур стал городом республиканского подчинения.
В 1974 году начато строительство Азербайджанской ТЭС. Первый блок электростанции введён в эксплуатацию в 1981 году.

### Современный период
3 июля 2018 года на Азербайджанской ТЭС произошла авария, в результате чего была обесточена большая часть районов Баку, а также города Сумгайыт, Ширван, Гянджа, Агдаш, Барда, Гах, Загатала.
В 2025 году является одним из городов — мест проведения III Игр стран СНГ.

## Население
Согласно результатам Азербайджанской сельскохозяйственной переписи 1921 года, селение Мингечаур состояло из Танры-Гулуляр, Каджары-Байрамлар и Гюру-Услаги и с отсёлками Кичикли и Бахчелы входило в состав одноимённого сельского общества Гянджинского уезда Азербайджанской ССР. Население на 1921 год составляло 1072 человека (270 хозяйств), преобладающая национальность — азербайджанские тюрки.
Согласно всесоюзной переписи населения 1989 года в Мингечауре проживало 85 388 человек. 
На 1 января 2021 года в Мингечевире проживало 106 430 чел.
На 1 января 2024 года население города составило 102 854 чел. Из них 49 202 мужчин (47,8 %), 53 652 женщин (52,2 %). Плотность населения — 735 чел./км2.
| Год      | 2015  | 2017  | 2018  | 2019  | 2020  | 2021 | 2022  | 2023  |
| -------- | ----- | ----- | ----- | ----- | ----- | ---- | ----- | ----- |
| тыс. чел | 102,4 | 104,5 | 105,4 | 106,1 | 101,7 | 102  | 102,4 | 102,9 |

Национальный состав
| Год переписи  | 1959            | 1970             | 1979             | 1999             | 2009             |
| ------------- | --------------- | ---------------- | ---------------- | ---------------- | ---------------- |
| азербайджанцы | 11 021 (55,4 %) | ↗27 851 (64,6 %) | ↗45 291 (76,6 %) | ↗92 206 (98,1 %) | ↗95 700 (99,4 %) |
| русские       | 4170 (21,0 %)   | ↗8100 (18,8 %)   | ↘6920 (11,7 %)   | ↘1054 (1,1 %)    | ↘413 (0,4 %)     |
| лезгины       | 66 (0,3 %)      | ↗94 (0,2 %)      | ↗162 (0,3 %)     | ↘155 (0,2 %)     | ↘52 (0,1 %)      |
| татары        | нет данных      | 314 (0,7 %)      | ↘296 (0,5 %)     | ↘122 (0,1 %)     | ↘38 (<0,1 %)     |
| украинцы      | нет данных      | 713 (1,7 %)      | ↘557 (0,9 %)     | ↘367 (0,4 %)     | ↘20 (<0,1 %)     |
| армяне        | 3799 (19,1 %)   | ↗5174 (12,0 %)   | ↘5147 (8,7 %)    | ↘5 (<0,1 %)      | ↘2 (<0,1 %)      |
| другие        | 848 (4,3 %)     | 846 (2,0 %)      | 790 (1,3 %)      | 130 (0,1 %)      | 79 (0,1 %)       |
| всего         | 19 904          | 43 092           | 59 163           | 94 039           | 96 304           |

## Экономика
Город входит в состав центрально-аранского экономического района. В городе находятся предприятия и производственные мощности объединений «Азеркабель», «Азерйолнефтмеденмаш», заводы изоляционных материалов, стекловолокна, резинотехнических изделий, регенерации резинового вторсырья, текстильный комбинат, мясокомбинат, ООО «Интерэнержи».
Действует ОАО «Мингечевир Изолит», специализирущееся на выпуске пластиковых и полиэтиленовых труб, машиностроительный завод «Аккорд», производящий металлоконструкции, предприятие «Кюр» по производству компьютеров и оргтехники.
26 февраля 2015 года создан Мингечевирский промышленный парк.

## Мингечевирское водохранилище
Водохранилище образовано на реке Кура при строительстве плотины Мингечевирской ГЭС. Площадь — 605 км², объём — 16,1 км³, длина — 70 км. Наибольшая ширина — 18 км, средняя глубина — 27 м, наибольшая — 75 м. 
Водохранилище заполнялось с 1953 по 1959 годы. Целью создания водохранилища являлось развитие энергетики, сельского хозяйства, водного транспорта, а также регулирование стока вод и ликвидация наводнений в нижнем течении реки Куры. 
Уровень Мингечевирского водохранилища колеблется в пределах 15,2 м. Используется в рекреационных целях. Берега местами высокие и крутые.
Из Мингечевирского водохранилища берут начало Карабахский (172 км) и Ширванский (123 км) оросительные каналы. В водохранилище обитают лещ, судак, вобла, шемая.

## Энергетика
Действуют Азербайджанская ТЭС, Мингечевирская ГЭС. 
Мингечевирская ГЭС расположена на реке Кура у города Мингечевир в 654 км от устья реки, в Мингечевирской горловине, пересекающей хребет Боздаг. Запущена в эксплуатацию в 1953 году. Установленная мощность — 424,6 МВт.
Азербайджанская ТЭС — крупнейшая тепловая электростанция страны. Установленная электрическая мощность — 2400 МВт. Для защиты жилых кварталов от дыма построены две трубы высотой 320 м. Электростанция обеспечивает 40 % потребности Азербайджана в электроэнергии.
24 июня 2025 года сдана в эксплуатацию тепловая электростанция «8 ноября» мощностью 1880 мегаватт.

## Транспорт
С 15 апреля 1989 года по апрель 2006 года в городе функционировал троллейбус.
Действует автовокзал. Город связан с городами и районами страны автобусными маршрутами.

## Образование
Действуют 2 средних общеобразовательных учебных заведения, технико-гуманитарный лицей, лицей естественных, гуманитарных наук и математики, турецкий лицей, 3 музыкальных школы, автошкола.
В сфере образования работают 1 914 учителей, 471 воспитатель.  
Функционируют 7 внешкольных образовательных учреждений, в том числе шахматная школа, спортивная школа по гребле, центр технического творчества, центр экологического воспитания школьников, детский творческий центр, детско-юношеский спортивный центр по спортивным играм, центр юношеского туризма, краеведческий центр. 
Действуют 13 библиотек на 259 100 книг. 
| Год | 2015   | 2020   | 2021   | 2022   | 2023   |
| --- | ------ | ------ | ------ | ------ | ------ |
| чел | 13 739 | 17 470 | 17 844 | 17 818 | 17 680 |

Мингечевир является одним из центров науки и образования Азербайджана. Функционируют Мингечевирский политехнический институт, Мингечевирский филиал Азербайджанского института учителей, Мингечевирский государственный университет, медицинский колледж, колледж туризма.

## Здравоохранение
Действует Центральная больница города Мингечевир, детский неврологический санаторий, центр гигиены и эпидемиологии, поликлиники, центры здоровья.
В городе расположены 3 больницы, 4 поликлиники. На 2023 год работало 392 врача, 846 средних медицинских работника.

## Инфраструктура
Действуют 14 парков.
| Год                  | 2015    | 2020  | 2021    | 2022    | 2023    |
| -------------------- | ------- | ----- | ------- | ------- | ------- |
| Количество (тыс. м2) | 1 650,8 | 1 770 | 1 797,8 | 2 077,3 | 2 103,2 |

| Год             | 2015   | 2020   | 2021     | 2022     | 2023     |
| --------------- | ------ | ------ | -------- | -------- | -------- |
| Количество (м2) | 51 964 | 27 857 | 27 831,6 | 26 023,2 | 25 898,3 |

## Туризм
На территории Мингечевирского водохранилища имеются песчаные пляжи, туристическая база.

## Культура
В городе расположены государственный драматический театр имени Марзии Давудовой, кукольный театр. 
Действуют 3 музея, в том числе региональный историко-краеведческий музей, городской художественный музей-выставка живописи, в коллекции которого большое количество работ азербайджанских художников.

## Достопримечательности
- Мингечевирский археологический комплекс.
- Судагылан — древнее городище.
- Кувшинные могилы Мингечевира (всего свыше 300).
- Развалины албанских (кавказских) христианских храмов.

В окрестностях Мингечевира находится одна из известнейших достопримечательностей всего Кавказа — археологический историко-культурный комплекс древнего городища Судагылан. Расположены ещё несколько поселений и три старинных могильника. 
Учёные датируют первые стоянки людей в этом районе 3-м тысячелетием до нашей эры. Найдены костяные духовые музыкальные инструменты, гончарные ямы, готовая глиняная утварь, изделия из золота и серебра. Археологами изучены жилища, гончарные печи и более 200 погребений, относящихся в к ходжалы-кедабекской культуре.
В центре городища также обнаружены развалины храма, в центре которого имеется большой молитвенный зал с частично сохранившейся росписью стен. Толстые стены храма сложены из кирпича-сырца и покрыты штукатуркой. Внутри находится небольшое квадратное погребальное сооружение из жжёного кирпича.
На правом берегу реки Куры находится ещё одна достопримечательность города — Кувшинные погребения. В этих захоронениях найдено более 300 кувшинов, глиняных сосудов и иной древней посуды. Погребения датируются монетами II века до н. э. — I века н. э. Помимо глиняных сосудов, найдены железное оружие и различного рода украшения. Было вскрыто более 30 гончарных печей и более 200 катакомбных погребений I—VIII вв. н. э., тип которых до этого не был известен в Закавказье. В этих погребениях выявлены глиняные, стеклянные и серебряные сосуды, перстни с различными изображениями, железное оружие, золотые серьги, украшения, а также аршакидские и греко-римские монеты и сасанидские печати.
Посуда была неким культом того времени. Её использование в обряде погребения говорит о вере древних людей в жизнь после смерти. В усыпальницах найдены украшения, монеты, различные орудия труда. В некоторых могилах археологи обнаружили останки крупных домашних животных и богатую утварь. Предполагается, что здесь были захоронены вожди племён.
Изучение археологических памятников города началось в конце XIX века. Систематические раскопки стали производиться в период с 1946 по 1953 год под руководством С. М. Казиева.
Эти археологические находки дают представление об образе жизни людей, живших на этой территории много столетий назад. 
С 25 июня 2020 года действует Музей государственных символов. В музее экспонируются изготовленные Музеем истории Национальной Академии Наук карты Азербайджана различных периодов, фигуры средневековых воинов, флаги государств и ханств Азербайджана периода средневековья, гербы азербайджанских городов XIX века, старинные металлические монеты, бумажные деньги.

## Спорт

### Футбол
Мингечевирский футбольный клуб «Энергетик» принимал участие в чемпионате Азербайджана (под названиями «Кюр» и «Кюр-Нур») и первом азербайджанском дивизионе. Ранее играл в первенстве СССР (во второй лиге — «Автомобилист», во второй низшей лиге — «Кюр»).
В сезоне 2022/23 в первом дивизионе играет команда «Мингечевир». 
В детско-юношеском клубе «Улдуз» («Звезда»), начинал спортивную карьеру уроженец города Юрий Роменский, советский футболист, член сборной СССР по футболу, вратарь и украинский тренер. 
В 2025 году будет построен новый футбольный стадион.

### Водные виды спорта
С 1964 года действует олимпийский учебно-спортивный центр и гребная база «Кюр». В центре с 2007 года проводится международная регата по гребле «Кубок Президента».
С 16 по 17 марта 2025 года проведено первенство Азербайджана по гребле среди юниоров и молодежи.

### Иные виды спорта
Действует женский гандбольный клуб «Нур», один из лидеров азербайджанского гандбола.
В посёлке энергетиков АзГРЭС расположен закрытый спортивный комплекс «Энергетик».

## Главы
- Фаиг Бахшалиев (1991 — 1992)
- Рафик Арабов
- Махаббат Гарабаглы (28 июня 1999 — 30 апреля 2005)
- Лутвали Бабаев (5 мая 2005 — 14 декабря 2007)
- Мубариз Агаев (14 декабря 2007 — 15 марта 2012)
- Ниязи Байрамов (14 апреля 2012 — 28 августа 2018)
- Ильхам Исмаилов (с 17 декабря 2018)

## Города-побратимы
- Тольятти (с 2005)[28]
- Гёльбаши (с 2007)[29]
- Полоцк (с 2012)[30]
- Афула (с 2015)[31]
- Карс (с июля 2016)[32]
- Наманган (с мая 2024)[33]